# Van Themsches molen
De Van Themsches molen is een voormalige watermolen vlak bij de Paddestraat en het gehucht Knutsegem in deelgemeente Velzeke-Ruddershove van de Belgische stad Zottegem. De watermolen was een korenmolen met bovenslagrad en had een verval van ongeveer 1 meter. De Van Themsches molen werd in 1776 opgericht en stond al ingetekend op de Ferrariskaart uit 1775. De watermolen werd in 1950 ontmanteld en verder gebruikt als landbouwgebouw. Van de molen blijven vandaag de dag enkel nog overwoekerde muurresten over. In 2019 liet de provincie Oost-Vlaanderen een vistrap aanleggen op de Molenbeek aan de Van Themsches molen. Er werd ook een picknickplek ingericht aan de Van Themsches molen.

## Afbeeldingen

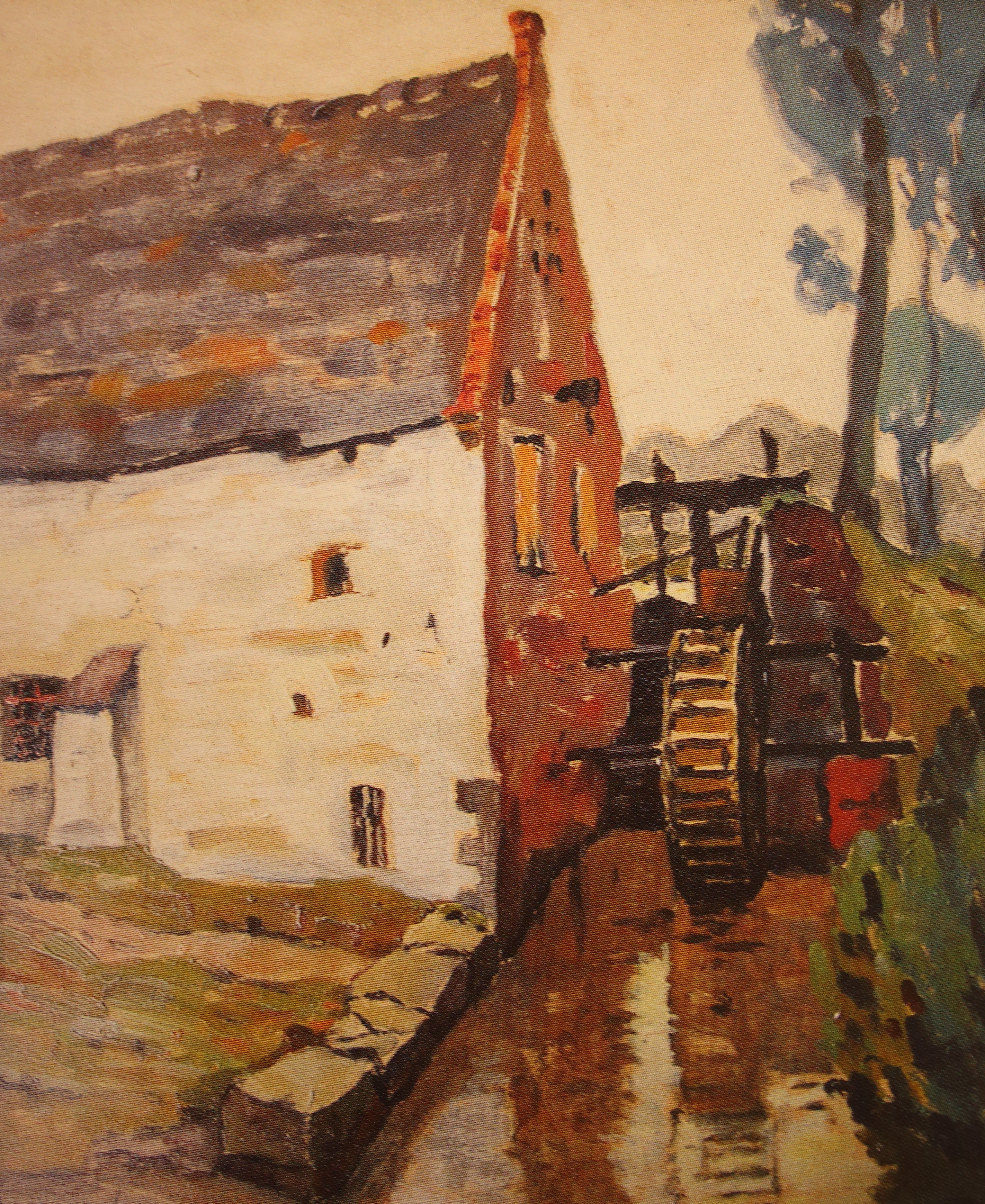
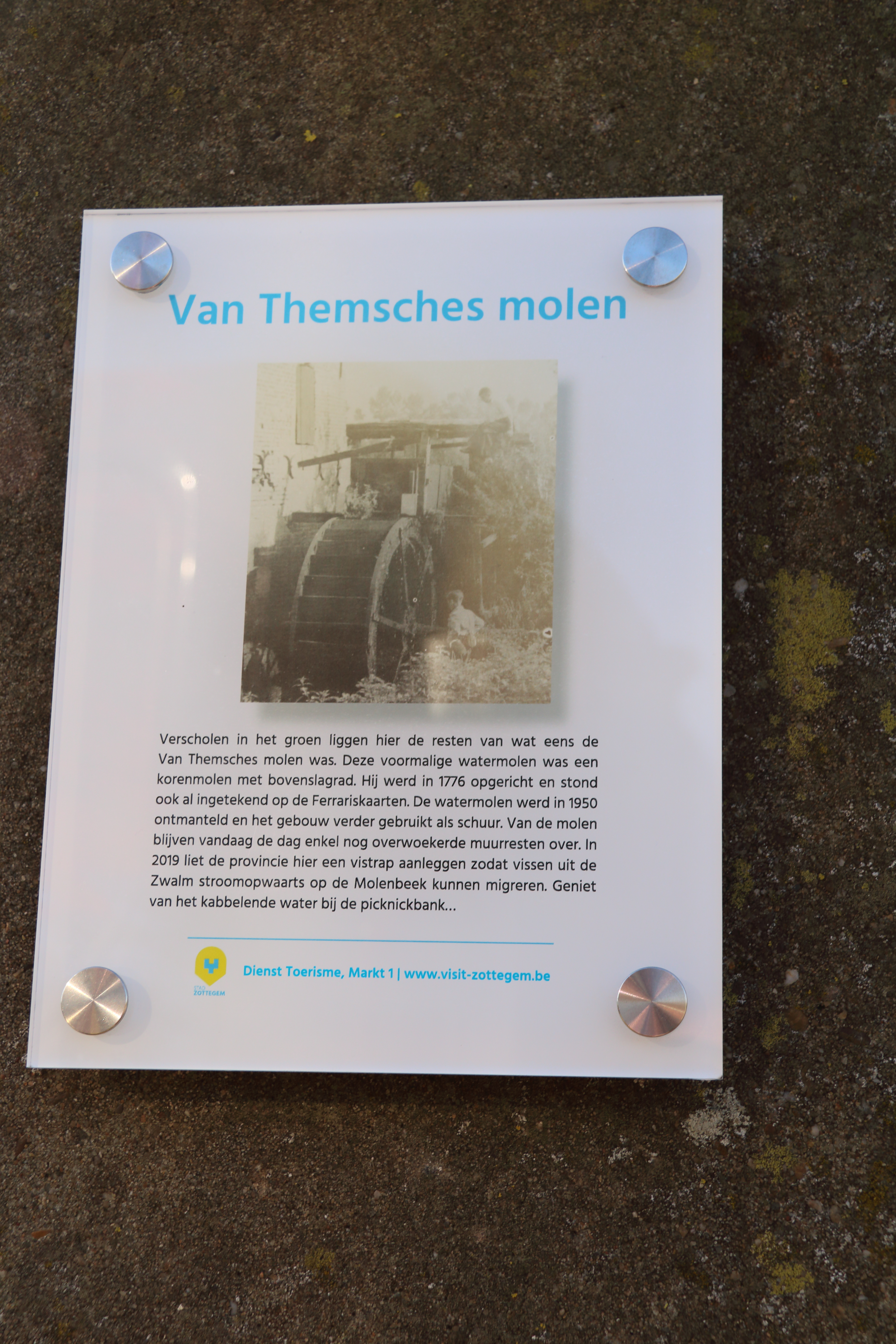
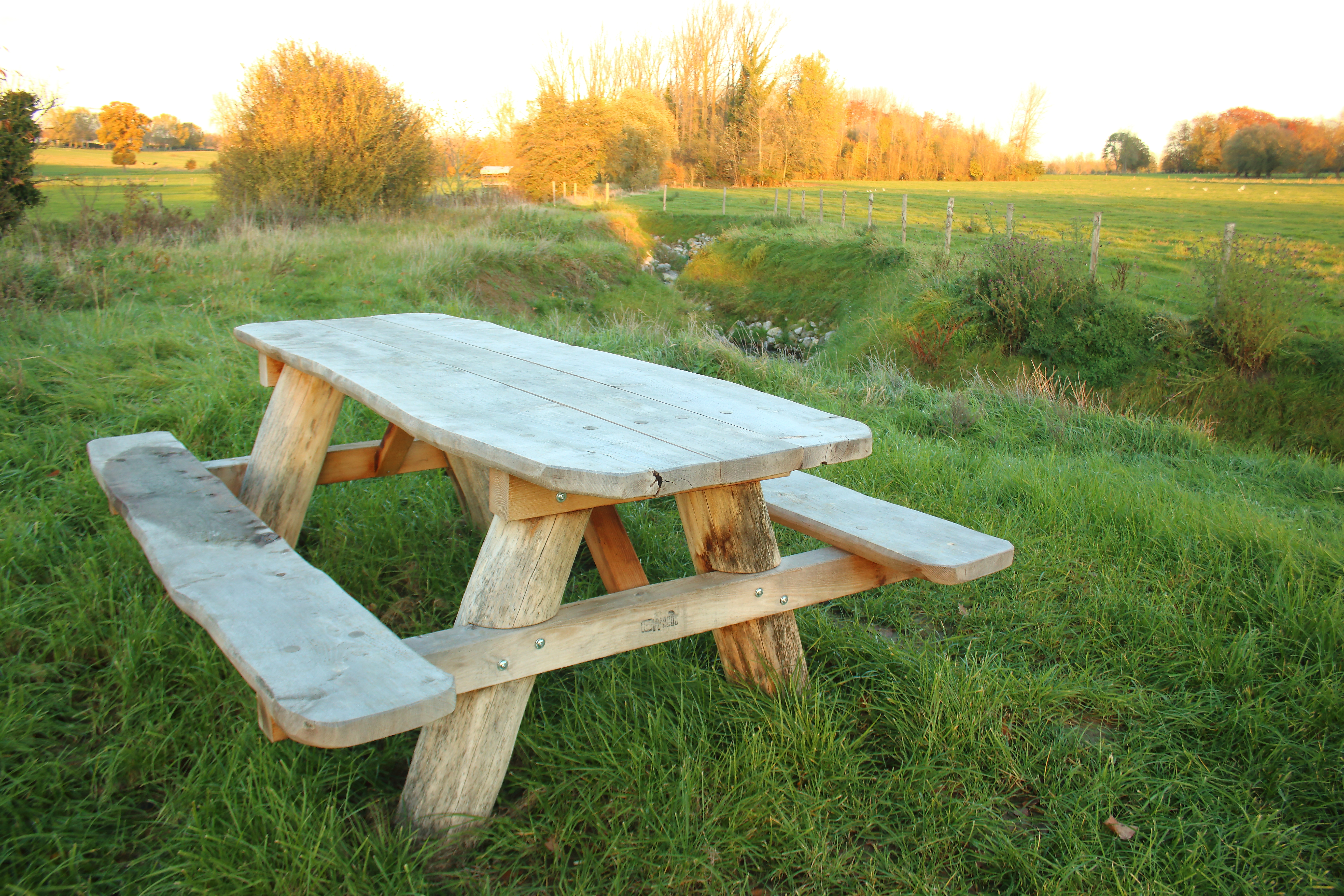
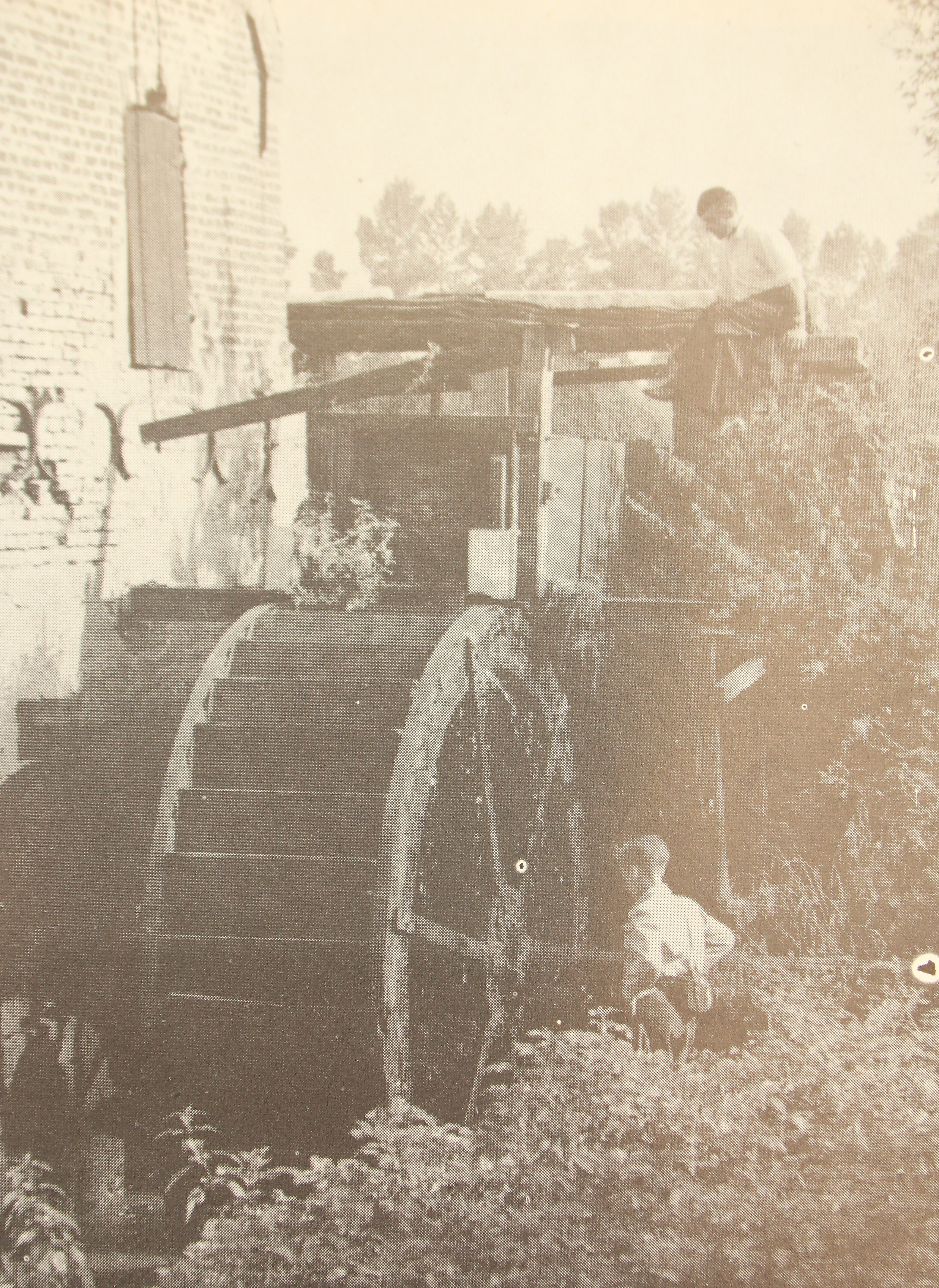